# Скрипун осиновый малый
Скрипун осиновый малый, или скрипун тополевый (лат. Saperda populnea) — вид жуков семейства усачей (Cerambycidae) подсемейства ламиины (Lamiinae).

## Описание
Жук длиной от 9 до 15 мм. Время лета с мая по август.

## Распространение
Распространён в лесной зоне Евразии.

## Экология и местообитания
Взрослые жуки грызут листья и кору молодых побегов осины и ивы.
Личинки развиваются в тонких ветвях осины (Populus tremula) и ивы (род Salix), взрослые личинки — во вздутиях образовавшихся в результате их жизнедеятельности.